# Nagari Lubuk Basung
Nagari Lubuk Basung is een bestuurslaag in het regentschap Agam van de provincie West-Sumatra, Indonesië. Nagari Lubuk Basung telt 33.819 inwoners (volkstelling 2010).